# Urgleptes villiersi
Urgleptes villiersi là một loài bọ cánh cứng trong họ Cerambycidae.